# 南阿古哈峰
42°9′34″S 71°49′44″W / 42.15944°S 71.82889°W

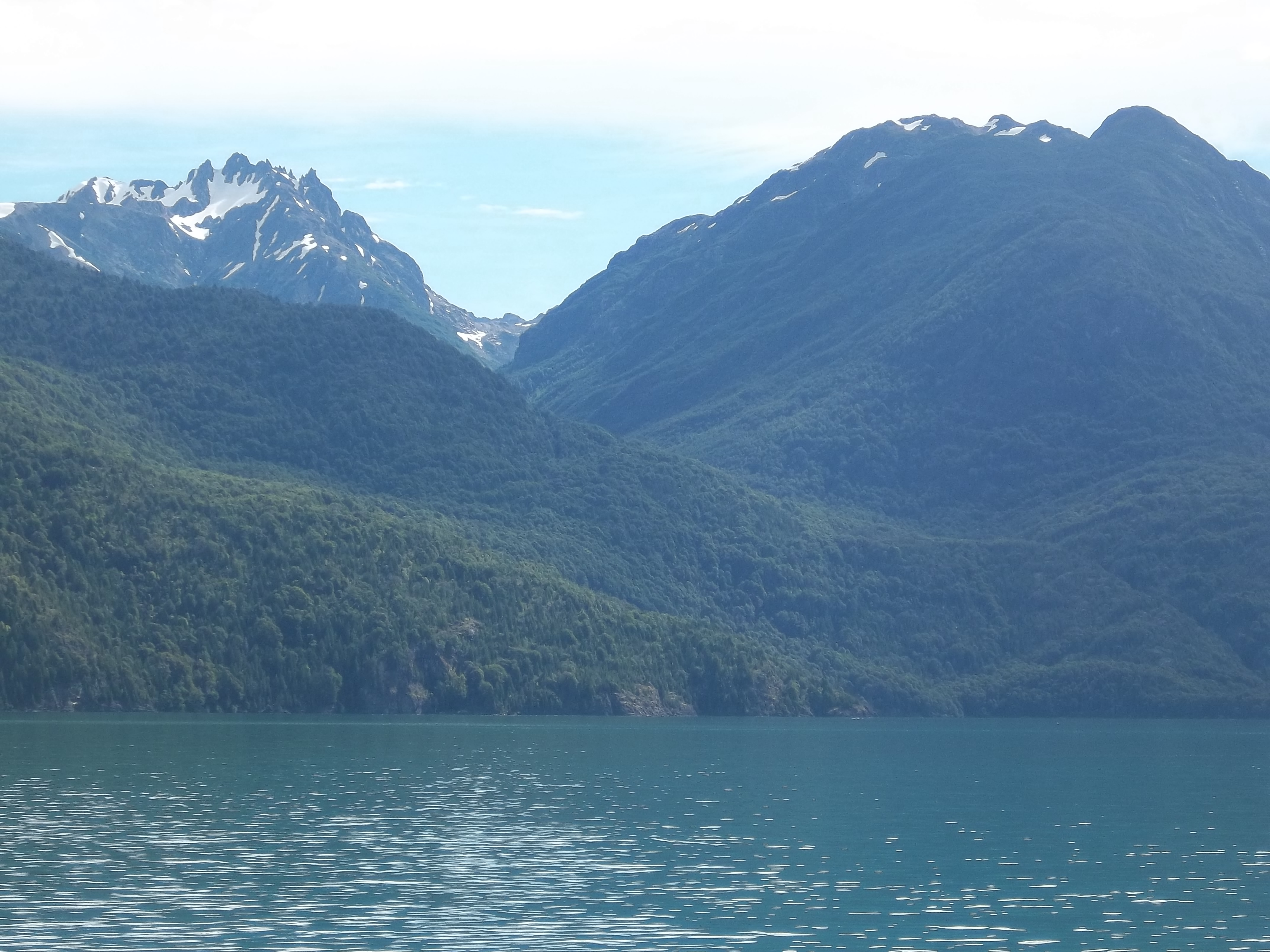

南阿古哈峰是南美洲的山峰，位於阿根廷和智利接壤的邊境，處於丘布特省和湖大區，屬於安第斯山脈的一部分，海拔高度2,298米。